# ベレニス・ベジョ
ベレニス・ベジョ（Bérénice Bejo, 1976年7月7日）は、フランスで活動する女優、コメディエンヌである。

## 来歴

### 生い立ち
アルゼンチンで映画製作者のミゲル・ベジョのもとに生まれた。両親はアルゼンチンの独裁政権からのがれるために彼女が3歳の時にフランスへ移った。

### キャリア
2001年にアメリカ映画『ROCK YOU!』、翌2002年にはフランス映画『ブラウン夫人のひめごと』に出演した。
2006年にミシェル・アザナヴィシウス監督のスパイ・パロディ映画『OSS 117 私を愛したカフェオーレ』に出演。2011年には再びアザナヴィシウス作品の『アーティスト』に出演し、第84回アカデミー賞助演女優賞にノミネートされた。同作はカンヌ国際映画祭で上映された。
2013年にアスガル・ファルハーディー監督のフランス映画『ある過去の行方』に出演し、カンヌ国際映画祭の女優賞を受賞した。

### 私生活
2002年の大統領選挙ではリオネル・ジョスパンを支持した。夫は映画監督のミシェル・アザナヴィシウスで、2人の子供がいる。

## フィルモグラフィ
| 公開年 | 邦題 原題                                                                           | 役名             | 備考                           |
| ------ | ----------------------------------------------------------------------------------- | ---------------- | ------------------------------ |
| 2000   | 囚われの女 La captive                                                               | サラ             |                                |
| 2001   | ROCK YOU! A Knight's Tale                                                           | クリスティアーナ |                                |
| 2002   | ブラウン夫人のひめごと 24 heures de la vie d'une femme                              | オリヴィア       |                                |
| 2006   | OSS 117 私を愛したカフェオーレ OSS 117: Cairo, Nest of Spies                        | ラルミナ         |                                |
| 2010   | プレデターズ エヴォリューション Proie                                               | クレア           |                                |
| 2011   | アーティスト The Artist                                                             | ペピー・ミラー   | セザール賞女優賞 受賞          |
| 2012   | タイピスト! Populaire                                                               | マリー・テイラー |                                |
| 2013   | ある過去の行方 Le passé                                                             | マリ             | カンヌ国際映画祭女優賞 受賞    |
| 2014   | ラスト・ダイヤモンド 華麗なる罠 Le Dernier Diamant                                  | ジュリア         |                                |
| 2014   | あの日の声を探して The Search                                                       | キャロル         |                                |
| 2016   | シークレット・オブ・モンスター The Childhood of a Leader                            | 少年の母         | [ 5 ]                          |
| 2016   | 甘き人生 Fai bei sogni                                                              | エリーザ         |                                |
| 2016   | エタニティ 永遠の花たちへ Eternity                                                  | Gabrielle        | [ 6 ]                          |
| 2017   | グッバイ・ゴダール! Le Redoutable                                                   | ミシェル・ロジェ |                                |
| 2018   | クローゼットに閉じこめられた僕の奇想天外な旅 The Extraordinary Journey of the Fakir | ネリー           |                                |
| 2018   | ザ・ゲーム 〜赤裸々な宴〜 Le Jeu                                                    | マリー           | 日本劇場未公開、Netflixで配信  |
| 2018   | FUNAN フナン Funan                                                                  | チョウ           | アニメーション映画（声の出演） |
| 2020   | 誰かの幸せ Le Bonheur des uns...                                                    | レア             | 日本劇場未公開、WOWOWで放映    |
| 2022   | キャメラを止めるな! Coupez!                                                         | ナディア         | [ 7 ]                          |
| 2024   | セーヌ川の水面の下に Sous la Seine                                                  | ソフィア         | Netflixオリジナル映画          |